# Usine FIAT Tafraoui
L'Usine FIAT de Tafraoui est une usine d'assemblage d'automobiles en CKD du constructeur automobile italien FIAT, la principale marque du groupe Stellantis, implantée en Algérie sur la commune de Tafraoui, dans la région d'Oran. Inaugurée en décembre 2023, elle assemble plusieurs modèles et a conquis, dès le premier semestre de production, plus de 65% du marché algérien.

## Histoire de FIAT en Algérie
Le groupe italien FIAT a opéré depuis les années 1960 en Algérie à travers un importateur de véhicules neufs et d'occasion. En 1996, le chef du gouvernement algérien Ahmed Ouyahia et son ministre de l'industrie Abdesselam Bouchouareb réussissent à convaincre le puissant groupe italien d'investir dans une usine à Tiaret. Pour ce projet, l’Algérie était disposée à débourser 100 millions US$ de l’époque, pour aménager le terrain et réaliser les infrastructures mais le projet n'a pas abouti. FIAT renforce alors le réseau commercial de son importateur de véhicules automobiles, poids lourds, autobus et autocars et matériel ferroviaire.
Au début des années 1980, le gouvernement algérien à travers SONACOME (PVP) souhaite créer une industrie automobile en Algérie avec l'implantation d'une vraie usine de construction d'automobiles dans la zone industrielle d’Aïn Bouchekif, dans la wilaya de Tiaret et pas de simples ateliers de fin d'assemblage de véhicules importés déjà montés. Le projet est, dans un premier temps, contrecarré par le président français Valéry Giscard d'Estaing qui, n'ayant pas accepté la nationalisation des compagnies françaises de pétrole en 1971, a voulu imposer les filiales locales de Berliet et Citroën pour le développement de l'industrie automobile algérienne. En 1973, dans un discours, il affirme que « l’Algérie aura une industrie automobile française ou n’en aura pas » ! Ces propos font bondir le président algérien Houari Boumédiène, très attaché à son indépendance décisionnelle. Il téléphone immédiatement à Gianni Agnelli, le grand patron du groupe FIAT pour lui proposer le projet de construction automobile avec, en plus, la construction d’un gazoduc, via la Tunisie, pour approvisionner l’Italie en gaz naturel, à un prix très concurrentiel. L'étude de faisabilité du projet baptisé FATIA, conduite par les ingénieurs italiens de FIAT a montré des erreurs conceptuelles :
- le site choisi, Tiaret, était très pénalisant voire handicapant vu la distance et l’état des routes pour rejoindre le port de Mostaganem, impraticables,
- l’environnement agropastoral du site ne permettait pas de recruter la main d’œuvre nécessaire : ingénieurs, techniciens, ouvriers spécialisés…,
- le tissu industriel local de sous-traitants était inexistant.

Malgré ces réserves majeures, le site a été « politiquement » imposé et les travaux de terrassement et de génie civil ont démarré. 12 milliards de DA (Dinars algériens) ont été dépensés. Le projet a été arrêté et le contrat dénoncé et les constructions laissées en l'état pendant plus de 20 ans à la suite des bouleversements politiques et économiques qu'a connus l’Algérie. Il a fallu que le ministère de la défense récupère le site et lève toutes les réserves pour que le projet soit relancé avec une joint-venture avec le constructeur allemand Mercedes-Benz. 
En 2015, Abdesselam Bouchouareb, à nouveau ministre, annonce l'arrivée du groupe italien et la construction de 2 usines, l'une pour les automobiles FIAT, l'autre pour les véhicules industriels IVECO. Ces deux projets ont trainé en longueur ; la construction de l'usine pour automobiles est reportée et celle pour les poids lourds se concrétise avec le site de Bouira. 
En attendant la mise en service de cette nouvelle usine, implantée sur un terrain de 10 hectares avec une surface couverte de 37 000 m2 dans la zone industrielle d’Oued El Berdi dans la wilaya de Bouira qui sera mise en service en juillet 2017, le groupe IVAL, importateur les marques FIAT, IVECO et FIAT-New Holland en Algérie, installe une petite unité d'assemblage en SKD pour l'IVECO Daily à Ouled Hedadj dans la wilaya de Boumerdès, à l'Est d'Alger. L'unité de Ouled Hadadj est installée dans un bâtiment de 1 500 m² couverts. Les 100 salariés produisent 650 à 700 IVECO Daily par an, soit 3 par jour. Le taux d’intégration varie entre 15% et 40% selon le type de véhicule, les ambulances et autres véhicules dérivés nécessitant parfois des équipements particuliers fabriqués localement,.
Le montant total de l’investissement pour la nouvelle usine de Bouira est de 3,4 milliards de dinars pour produire des véhicules industriels en CKD avec plus de 35% de composants locaux. L'usine dont l'ouverture est attendue pour début janvier 2020, aura une capacité de production de 5 à 10 000 véhicules par an. Dans un premier temps, 3 modèles seront assemblés : des IVECO Daily, utilitaires légers de 3.5 à 7 tonnes, des IVECO EuroCargo, camions porteurs de 14 à 19 tonnes et des IVECO Trakker, camions de chantier porteurs et tracteurs de 26 à 100 tonnes par 750 salariés directs. 
En 2019, alors que plus de 65% de l'usine était construite, les autorités algériennes bloquent le projet et saisissent le chantier à la suite d'affaires de corruption impliquant d’anciens hauts responsables et des hommes d’affaires du temps du président Abdelaziz Bouteflika, déchu le 2 avril 2019. Le 31 août 2024, le site a été donné à la société publique Ferrovial, spécialisée dans le matériel ferroviaire.
En octobre 2024, IVECO a présenté un projet pour relancer l'usine d’assemblage de Bouira, à 120 km au Sud-Est d’Alger, construite en partenariat avec le groupe algérien IVAL, confisquée en 2019.

## 2022: le retour de FIAT Auto en Algérie
Après une phase de négociations avec le nouveau groupe Stellantis, fondé en 2021 à la suite de la fusion des groupes italien FIAT-Chrysler Automobiles et français PSA, le 13 octobre 2022, le ministre algérien de l’Industrie Ahmed Zeghdar annonce la prochaine production en Algérie de véhicules de la marque italienne d’automobiles FIAT dans une usine à Tafraoui, dans la Wilaya d'Oran, dans le Nord-Ouest du pays,.
FIAT fait son retour officiel et non plus à travers un importateur, le 19 mars 2023 après avoir obtenu un agrément pour importer et commercialiser ses véhicules en Algérie. En 12 mois, FIAT a importé 97 000 véhicules avant de lancer la fabrication de la petite 500 dans sa nouvelle usine El-Djazaïr d’Oran. En à peine un an, FIAT Algérie a ouvert 50 concessions dans 30 wilayas, couvrant 76 % du pays.
Après l’échec cuisant de la première tentative en 2014 pour constituer une véritable industrie automobile nationale, avec l’usine Renault qui n'a jamais respecté ses engagements de taux d'intégration locale, l’Algérie a relancé son projet en 2022, avec l’adoption de nouveaux textes réglementaires pour l’assemblage et la vente des véhicules neufs. Les anciennes unités d'assemblage ont été fermées après la décision du gouvernement de mettre fin au dispositif fiscal avantageux pour l’importation des kits SKD/SKD destinés à ces usines. (NDR : En 2019, les chefs d’entreprise algériens qui ont lancé des usines d’assemblage ont été arrêtés et condamnés à de lourdes peines de prison).

La chronologie de cette nouvelle période est la suivante :
- 2021 : 13 octobre, signature d'un accord pour la réalisation d'une usine pour la production d'automobiles et utilitaires légers FIAT dans la wilaya d’Oran, lancement des travaux de construction de l'usine,
- 2022 : les travaux de construction de l'usine, avancés à 85%, se poursuivent,
- 2023 : mars, début de la commercialisation de véhicules FIAT importés. Au cours de cette 1re année, 60 000 véhicules FIAT Tipo et 500X pour les voitures de tourisme, FIAT Doblò 2, Scudo 2 et Ducato 3 pour les utilitaires, ont été vendus dans son réseau de 55 points de vente, les 10 premiers mois. 5 décembre, inauguration de l'usine, production de la FIAT 500,
- 2024 : janvier, le succès de FIAT se confirme avec 16 000 modèles vendus le premier mois de l'année et, en mars, engage les travaux pour une première extension de l'usine. 13 juin, lancement d’une deuxième ligne de production pour le FIAT Doblò version utilitaire[14], ventes 11 premiers mois 2024 : 59 000 véhicules[15],
- 2025 : juillet, l'extension de l'usine FIAT devient une réalité industrielle avec la mise en service des unités Body Shop et Paint Shop. Les unités de ferrage et de peinture devenues opérationnelles, le taux d'intégration atteint ainsi 30% avec 2 ans d'avance. L'usine s'adapte pour débuter l'assemblage de la Grande Panda en fin d'année.

### Spéculation sur les véhicules FIAT
La très forte demande de véhicules en Algérie à la suite du blocage des importations de véhicules neufs et récents pour favoriser l'industrie nationale, décrété en 2020, certains personnes ont spéculé sur l'engouement des voitures FIAT,. Le cas s'est reproduit avec le FIAT Doblò Panorama et sa longue liste d'attente de livraison. Comme FIAT Algérie a limité les ventes à un seul véhicule par personne, ces spéculateurs ont recruté des prête-noms pour commander et obtenir plus d’une voiture. L’affaire a démarré avec l’exploitation d’une vidéo diffusée sur les réseaux sociaux faisant état de « manœuvres frauduleuses de certains concessionnaires automobiles dans la vente de véhicules de fabrication locale » par la Gendarmerie algérienne. L’enquête a conduit à l’arrestation de sept individus, tous employés d’un concessionnaire à Annaba et d'Algérie Poste, impliqués dans la spéculation sur la vente de véhicules de fabrication locale qui enregistraient les noms de personnes de leur connaissance, en échange de sommes d’argent, afin d’acquérir des véhicules pour les revendre à des sommes exorbitantes. Ils ont été déférés devant la justice pour « spéculation illégale, participation à une spéculation illégale, abus de fonction, faux et usage de faux ». Le 9 avril 2025, le ministre de la justice a adressé une note aux notaires pour leur interdire d'enregistre la vente de voitures neuves fabriquées en Algérie par procuration afin de lutter contre la spéculation qui touche notamment les FIAT Doblò Panorama.

## L'usine de Tafraoui - Oran
Cette nouvelle usine, construite dans la ville de Tafraoui, dans la région d'Oran en Algérie, a été inaugurée le 20 décembre 2023. Elle est implantée sur un terrain de 130 hectares. Pour cette première étape du projet, elle a une capacité de production de 24 000 automobiles par an. Le projet est dimensionné pour qu'à l'horizon 2026, cette usine crée 2.000 emplois supplémentaires induits, avec un taux d'intégration de composants locaux de plus de 30%. En fait, c'est le terrain de 130 hectares qui devait accueillir les chaines d’assemblage du groupe français PSA (Peugeot-Citroën) qui a été mis à la disposition de FIAT.
Inaugurée en décembre 2023, l’usine FIAT El-Djazaïr d’Oran franchit une nouvelle étape dans son développement avec des travaux d’extension majeurs qui vont profondément transformer ses capacités de production. Lancés en mars 2024 avec deux ans d’avance sur le calendrier initial, ces travaux, avancés à 40%, aboutiront en 2025 à une modernisation complète du site avec l’intégration des ateliers de ferrage et de peinture, permettant le passage d'un assemblage en SKD à une production en CKD de 90 000 véhicules répartis sur 4 modèles FIAT.
L'Usine FIAT de Tafraoui est une des plus importantes usines automobiles du pays. Elle a connu une montée en puissance spectaculaire. Elle occupe déjà 1 650 salariés directs et a produit plus de 18 000 véhicules en 2024. 

## Production
L'usine FIAT El-Djazaïr d’Oran a lancé le rodage des lignes de production avec des voitures de présérie en mars et a débuté la production en série en décembre 2023. En 2024, elle a assemblé 18 000 voitures, un chiffre qui devrait atteindre 60 000 exemplaires en 2025 et 90 000 ou plus en 2026. FIAT Auto est la seule marque automobile qui a lancé la fabrication d'automobiles en Algérie dans le cadre du nouveau cahier des charges promulgué en novembre 2022.
Actuellement, en juillet 2025, 2 gammes de modèles sont fabriquées dans l'usine FIAT El-Djazaïr d’Oran :

### Véhicules de tourisme
- FIAT 500, depuis décembre 2023[26],[27],[28],
- FIAT 500 Hybrid, depuis mars 2024[29],
- FIAT Doblò Panorama (Familiale et ludospace), depuis janvier 2025[30],
- FIAT Grande Panda, début de production attendu fin d'année 2025.

### Véhicules utilitaires légers
- FIAT Doblò - Familiale et fourgonnette, depuis juin 2024[26],[31].
- FIAT Scudo - Fourgonnette

## Modèles importés
FIAT commercialise également des modèles importés fabriqués dans d'autres pays :
- FIAT 500X
- FIAT Tipo
- FIAT Titano
- FIAT Ducato III